# Protomicroplitis rugulosus
Protomicroplitis rugulosus är en stekelart som beskrevs av Rao och Chalikwar 1970. Protomicroplitis rugulosus ingår i släktet Protomicroplitis och familjen bracksteklar. Inga underarter finns listade i Catalogue of Life.